# Huis Anjou

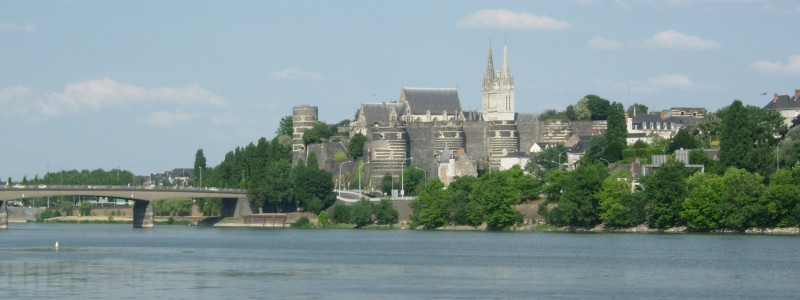
Het Kasteel van Angers, zetel van het huis Anjou

Het huis Anjou, ook de Angevins genoemd en in het Frans ook Ingelgeriens, was een machtig adellijk huis dat in de 11e, 12e en 13e eeuw over een steeds groter deel van Frankrijk heerste. Van 1154 tot 1485 was het huis Anjou het koningshuis van Engeland, later het huis Plantagenêt genoemd. Een tak van het geslacht regeerde van 1131 tot 1268 als koning van de kruisvaarderstaat Jeruzalem.
Een tweede Anjoudynastie, het huis Capet-Anjou of huis Anjou-Sicilië, was het koningshuis van Napels en Sicilië van 1266 tot 1435. In de 13e en 14e eeuw zat het huis ook op de troon van Polen, Hongarije en de kruisvaardersstaten van Jeruzalem en het Latijnse Keizerrijk.
Zetel van beide dynastieën was Château d'Angers in Angers (Frankrijk).

De bezittingen van het huis Anjou-Plantagenêt in 1154 (rood en oranje)

## Huis Anjou-Plantagenêt
Als stamouders gelden Ingelger, † 886, burggraaf van Angers en Adelheid van Gâtinais, geboren rond 841 in Barville-en-Gâtinais.
Fulco I werd de eerste graaf van Anjou in 909. De directe mannelijke lijn stierf uit in 1060 toen Godfried II kinderloos stierf, en hij werd opgevolgd door Godfried III, een zoon van zijn zus Ermengarde. Nadat Godfried III in 1068 werd afgezet wegens zijn vijandelijke houding tegenover de kerk, werd hij opgevolgd door zijn broer Fulco IV.
Fulco IV's zoon Fulco V was graaf van Anjou en Maine tot 1129, toen hij aftrad en trouwde met Melisende van Jeruzalem, dochter en erfgename van koning Boudewijn II van Jeruzalem. Na Boudewijns dood in 1131 werden Fulco en Melisende koning en koningin van Jeruzalem. Ook hun zonen Boudewijn III en Amalrik I waren koning van Jeruzalem. Almariks nazaten zouden Jeruzalem tot 1268 blijven regeren.
Na Fulco V's aftreden als graaf van Anjou in 1129 werd hij opgevolgd door zijn zoon Godfried V. Godfried trouwde met Mathilde, de dochter en erfgename van de Engelse koning Hendrik I. Na Hendriks dood in 1135 werd echter Stefanus van Blois tot koning van Engeland gekroond. Dit leidde tot een burgeroorlog die de Anarchie wordt genoemd. Mathilde viel in 1139 Engeland binnen en versloeg Stefanus in 1141. Stefanus werd gedwongen om Hendrik, de zoon van Mathilde en Godfried, als zijn erfgenaam te erkennen. Zo kwam Hendrik, na Stefanus' dood in 1154, op de troon van Engeland als Hendrik II, de eerste koning van de Engelse Anjoutak, later bekend geworden als het huis Plantagenêt. Dit huis zou Engeland meer dan drie eeuwen lang regeren, tot 1485.
Anjou kwam onder het directe bestuur van de Engelse koningen, tot 1199. Terwijl Richard I (Leeuwenhart) op kruistocht was, riep zijn broer Jan zonder Land zichzelf uit tot koning, maar kreeg hiervoor weinig steun. De Franse koning Filips II maakte gebruik van de situatie en riep de hertog van Bretagne, Arthur I, uit tot graaf van Anjou, Bretagne, Maine en Poitou. In 1204 ging Anjou op in de Franse kroon en werd direct eigendom van koning Filips II.

## Huis Capet-Anjou (Anjou-Sicilië)
Vervolgens droegen verschillende leden van het Franse koninklijk huis Capet de titel graaf van Anjou. In 1226 stierf koning Lodewijk VIII van Frankrijk en erfde zijn zoon Karel van Anjou het graafschap. In 1266 werd Karel door paus Clemens IV aangesteld als koning van Sicilië en Napels. Karel verloor Sicilië weer aan Aragon in 1282 maar behield Napels. Deze lijn van het huis Anjou, het huis Anjou-Durazzo, bleef op de troon van Napels tot 1435.
Een tweede tak, het huis Valois-Anjou, werd gecreëerd in 1356 toen koning Jan II van Frankrijk zijn zoon Lodewijk I van Anjou tot graaf van Anjou benoemde. René I van Anjou kwam in 1435 op de troon van Napels maar verloor het weer in 1442 aan Aragón. In 1481 vielen alle gebieden van het huis Anjou weer direct onder de Franse kroon.
Andere takken van het huis zaten op de troon van Hongarije (1308–1395) en Polen (1370–1399).